# چیلویی (میزوری)
چیلویی (به انگلیسی: Chilhowee) یک شهر در ایالات متحده آمریکا است که در شهرستان جانسون، میزوری واقع شده‌است. چیلویی ۰٫۹۸ کیلومتر مربع مساحت و ۳۲۵ نفر جمعیت دارد و ۲۸۱ متر بالاتر از سطح دریا واقع شده‌است.